# Paolo Manca
Paolo Manca (Oschiri, 11 dicembre 1942) è un ex politico italiano.

## Biografia
Esponente del Patto Segni, nel 1994 si candida senza successo nel collegio di Alghero, ottenendo il 26,6% dei voti; nel 1996 riesce ad essere eletto alla Camera nelle file di Rinnovamento Italiano, del quale è capogruppo dal 1997 al 1998.
Nel corso della XIII legislatura, Manca compie una serie di passaggi:
- nel dicembre 1998 lascia Rinnovamento Italiano e aderisce al gruppo dei Federalisti Liberaldemocratici e Repubblicani all'interno del gruppo misto[4];
- nel giugno 1999 aderisce al Partito Popolare Italiano[5];
- nel dicembre 1999 aderisce all'Unione per la Repubblica di Francesco Cossiga[6][7].
- nel 2001, al termine della legislatura, lascia la politica.